# Moncho
Ramon Calabuch i Batista, conegut artísticament com a Moncho   (Barcelona, 26 de juliol de 1940 - Mataró, 28 de desembre de 2018), va ser un cantant català d'ètnia gitana, especialitzat en boleros, i que va enregistrar la major part de la seva discografia en castellà, encara que també va enregistrar tres discos en català.

## Carrera

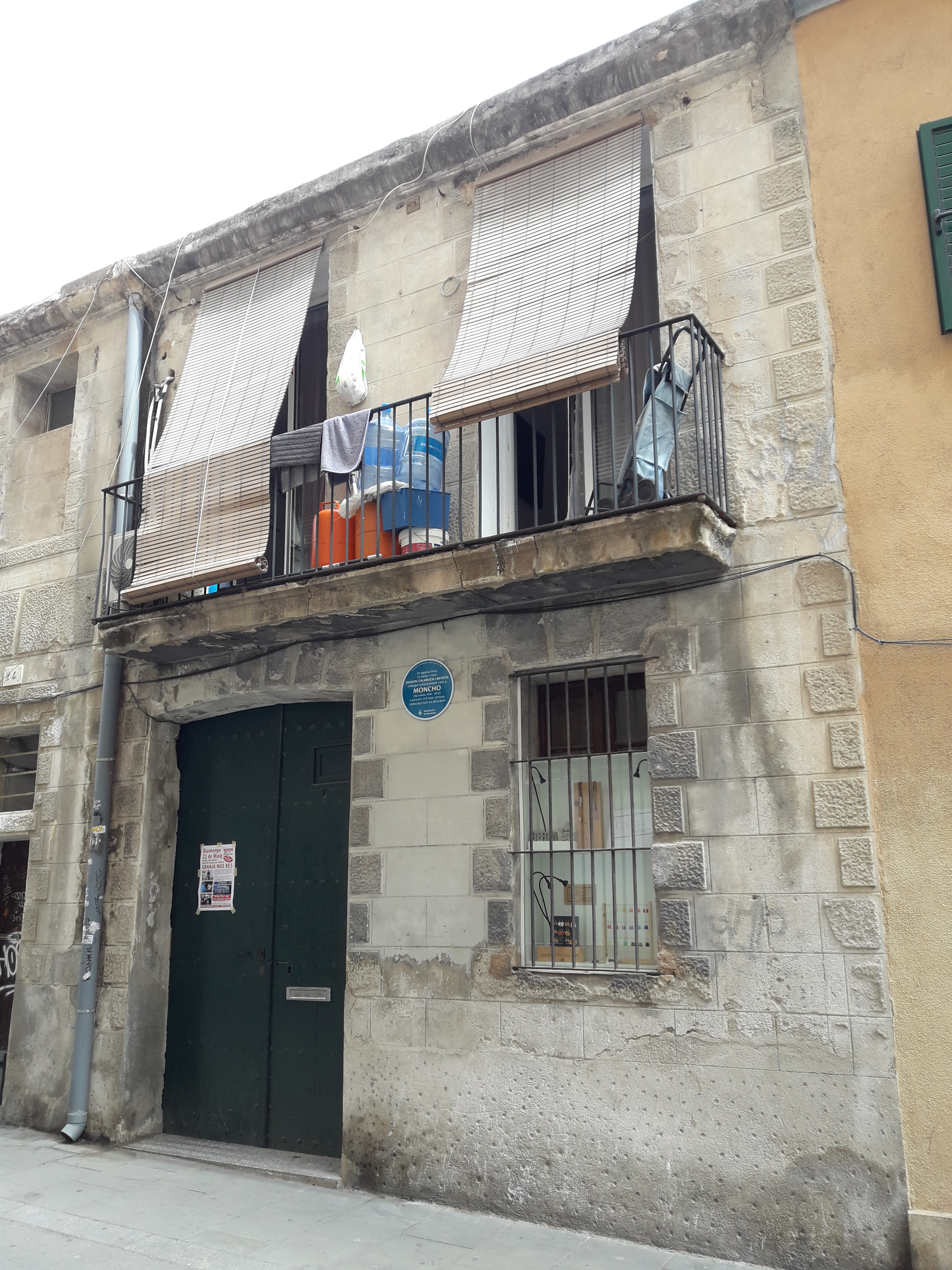
Casa on va néixer i viure Moncho al barri de Gràcia de Barcelona

L'any 1993, però, publicà un disc en català Paraules d'amor, que obté una considerable difusió i que és presentat amb èxit al Palau de la Música Catalana el mateix any. L'àlbum conté onze temes d'autors com ara Joan Manuel Serrat, Raimon, Albert Pla, etc.
Posteriorment, l'any 2003 enregistra el seu segon disc en català, de títol On és la gent?, la cançó que dona nom al treball és de Joan Isaac, cançó que el 2004 van cantar en duet en directe al CD "Només han passat 50 anys" de Joan Isaac. També en aquest disc torna a versionar a Joan Manuel Serrat amb les cançons "Me'n vaig a peu" i "Pare", i a Francesc Pi de la Serra amb "A poc a poc" i canta un duet amb Nina, el tema "Paraules, paraules", el mític "Parole, Parole" en versió catalana.
Ha col·laborat també amb Alejandro Sanz cantant el seu bolero "Me vestí de silencio" en el CD "Alejandro Sanz. Grandes éxitos 1991-2004" o amb el cantaor de flamenc Miguel Poveda, enregistrant en el seu disc en homenatge als poetes en català, de nom "Desglaç", un magnífic duet sobre un poema de Joan Margarit i Consarnau, de títol "No et veuré més". Amb el cantant Dyango ha cantat al disc "Sábanas de seda" (1993) el conjunt de boleros "Entre dos amigos".
El 2005 enregistra en català "I tant que sí" (2005), títol pres de la cançó d'Antoni-Olaf Sabater dedicada al mateix Moncho inclosa en el disc. En aquest CD, a més fa una versió adaptada al català per Joan Isaac de la "Penélope" de Joan Manuel Serrat i Augusto Algueró, també d'Isaac trobem la cançó "Conec un lloc", o el tema "Mai més" d'Albert Pla, o "Tu dius que m'estimes" en adaptació al català de Moncho del tema obra de Paloma Ramírez i Alejandro Ramírez, per destacar només alguns dels temes d'aquest disc.
El 2006 presentà l'espectacle "De L'Havana a Barcelona. De la rumba al bolero", estrenyent llaços entre la música catalana i cubana, repassant molts dels seus temes inclosos en els seus CD "Inolvidablemente" (2003) i "Antología de sus mejores boleros" (2004).
El novembre de 2007 edita el disc El tío Moncho. El arte del Bolero en el qual col·laboren artistes com Diego el Cigala, Lolita, Niña Pastori, Tomatito, Josemi Carmona, Parrita, Montse Cortés, les Hermanas Bautista i Jorge Pardo. L'àlbum inclou un DVD amb imatges dels enregistraments dels artistes convidats, els seus comentaris i els de Moncho. El disc conté dotze boleros clàssics d'autors com Armando Manzanero, Benny Moré o Manuel Alejandro. El concert de presentació va ser al Teatro Calderón de Madrid l'11 de desembre de 2007, amb la presència dels cantants que van participar en el disc, a més d'altres convidats com ara Antonio Carmona o Raúl Paz.
El 12 de maig de 2010 Moncho va celebrar mig segle de carrera amb un concert especial (Entre amigos. 50 años) al Palau de la Música Catalana de Barcelona, acompanyat per altres artistes com Joan Manuel Serrat, Joan Isaac, Sergio Dalma i Antonio Carmona, directe que va ser editat en CD+DVD el novembre de 2012 amb el títol "Sangre de bolero. En directo desde el Palau de la Música". També el novembre de 2012 s'edita un llibre biogràfic amb el mateix títol: "Sangre de bolero" (autor Jordi Rueda, editorial Corre la voz), així com un disc en duet entre Moncho i la bolerista Tamara amb el títol "Encadenados".
El 2017 publica el disc Mis queridos boleros, que havia enregistrat abans de retirar-se dels escenaris per un problema a les cordes vocals. El 28 de desembre de 2018 mor a l'Hospital de Mataró, la seva ciutat de residència, dues setmanes abans de rebre un homenatge amb un concert a l'Auditori de Barcelona en el que participaven amics artistes: Joan Manuel Serrat, Antonio Carmona, Estrella Morente, Sabor de Gràcia, Diego el Cigala, Miguel Poveda, Pau Donés, Rosario, Dyango i Lolita Flores.

## Discografia principal
- Paraules d'amor (1993)
- Sábanas de seda (1993)
- Moncho, el bolero (1996)
- Sombras (1996)
- En medio de la vida (1999)
- Quédate conmigo (1999)
- On és la gent? (2003)
- Inolvidablemente (2003)
- Antología de sus mejores boleros (2004)
- I tant que sí (2005)
- De la Habana a Barcelona (2006)
- El tío Moncho. El arte del bolero (2007)
- Sangre de bolero. En directe des del Palau de la Música (2012)
- Encadenados. En duet amb la bolerista Tamara (2012)
- Mis queridos boleros (2017)